# 오카자키 쿄코
오카자키 쿄코(일본어: 岡崎 京子 오카자키 교코[*], 1963년 12월 13일 ~ )은 도쿄에서 태어난 일본의 만화가로 특이한 화풍과 섹스, 새도마조히즘, 마약, 동성애, 강간, 살인 및 매춘 등 논란을 일으킬 만한 주제를 다루는 인물로 잘 알려져 있으며 주로 도쿄의 80~90년대를 초점으로 한 만화를 그리고 있다. 오카자키는 우치다 신게코와 함께 오늘날 새롭게 떠오르는 만화 장르인 갸루 장르를 이끌어 가는 인물로 평가받고 있다. 이 갸루라는 장르는 소녀의 사랑에 관한 이야기 뿐만이 아니라 섹스나 마약과 같은 주제도 함께 다루고 있다.

## 인용
1. ↑  “Gyaru manga”. 2006년 8월 24일에 원본 문서에서 보존된 문서. 2017년 9월 6일에 확인함.

## 같이 보기
- 누벨 만화